# كارلوس جيرمانو
كارلوس جيرمانو (بالبرتغالية:Carlos Germano Schwambach Neto,) ولد في 4 أغسطس 1970 في مارتينز دومينغوس في البرازيل، لاعب كرة قدم برازيلي سابق في مركز حراسة المرمى، شارك مع منتخب بلاده في كأس العالم 1998.

## وصلات خارجية
- كارلوس جيرمانو على موقع الاتحاد الدولي (مؤرشف)  (الإنجليزية)
- كارلوس جيرمانو على موقع الاتحاد الأوربي (الإنجليزية)
- كارلوس جيرمانو على موقع قاعدة بيانات كرة القدم.إي يو (الإنجليزية)
- كارلوس جيرمانو على موقع ناشيونال فوتبول تيمز (الإنجليزية)
- كارلوس جيرمانو على موقع عالم كرة القدم.نت (الإنجليزية)